# Lernejska Hidra
Lernejska Hidra (Λερναία Ὕδρα, Lernaía Hýdra) u grčkoj mitologiji stvorenje je sa zmijskim tijelom i mnogo zmijskih glava te otrovnim dahom; Tifonov i Ehidnin potomak, odgojila ju je Hera. Lernejska Hidra živjela je u Lernejskom jezeru u Argolidi, a ubio ju je Heraklo, ispunivši jedan od svojih zadataka.

## Etimologija
Hidrino ime izvedeno je od grčke riječi ὕδωρ, hydor = "voda".
Grčka riječ za strelice - toxon - prema nekim je interpretacijama mitski povezana s riječju za otrov - toxis, što bi se mitološki povezalo time da je Heraklo stvorio otrovne strelice iz Hidrine krvi.

## Mitologija
Heraklov je zadatak bio ubiti lernejsku Hidru. Stigao je do lernejskog jezera gdje je ona živjela. Prekrio je usta i nos tkaninom da ne bi udisao otrovne pare te je ispalio goruće strijele u njezin brlog da bi je izmamio. Potom se suočio s njom te joj je srpom odsjekao glavu, ali kad bi to učinio, narasle bi nove dvije.
Apolodor piše da je Heraklo shvatio da ovako ne može pobijediti Hidru te je zamolio svoga nećaka Jolaja za pomoć. On se dosjetio (možda ga je nadahnula Atena) da spale rane nakon što odsjeku glavu. Heraklo je odsjekao glavu, a Jolaj je spalio rane i to je ubilo Hidru. Jednu njezinu besmrtnu glavu postavio je ispod velika kamena na svetom putu između jezera i Eleja, a potom je umočio strelice u Hidrinu otrovnu krv i tako završio zadatak. Prema Strabonu i Pauzaniju, rijeka Anigrus u Elidi smrdjela je jer je u njoj neki Kentaur oprao strelice zamrljane Hidrinom krvlju, stoga su sve ribe bile nejestive.
Druga inačica priče govori da je, pošto je osjekao svaku glavu, umočio mač u Hidrinu krv i rabio njezin otrov da glave ne bi ponovno narasle. Jedna inačica priče donosi da je Hera poslala raka da mu grize noge i da ga gnjavi nadajući se da će biti uzrok njegovoj smrti. Poslije ga je postavila kao zviježđe Rak na nebu da slijedi Lava, Heraklova simbola.
Hera i Euristej poslije su rekli da je zadatak nevažeći jer mu je nećak pomogao te je, umjesto prvotnih deset, Heraklo morao izvršiti dvanaest zadataka.
Heraklo je poslije rabio otrovne strelice da bi ubio Kentaura Nesa. Njegova je otrovana krv na posljetku ubila i samog Herakla pošto je Nes dao Dejaniri otrovanu košulju koju je ona poklonila Heraklu bivši ljubomorna na drugu ženu.

## Vanjske poveznice
- Hidra u klasičnoj literaturi i umjetnosti (engl.)